# Николай Жарков (теплоход)
«Николай Жарков» — российский четырёхпалубный пассажирский теплоход класса «река-море», головное судно проекта 00840 «Карелия». Судно названо в честь генерального директора завода «Красное Сормово», Героя Труда Российской Федерации Николая Сергеевича Жаркова.

## История
Судно построено по проекту 00840 «Карелия» (также известен как PV180), разработанному конструкторским бюро «Вымпел». Серия из трёх судов была заложена на заводе «Красное Сормово» в 2023 году. «Николай Жарков» (заложен 28.04.2023) — головное судно проекта со строительным номером 05001, следующие суда — «Михаил Жванецкий» (заложен 26.05.2023) и «Расул Гамзатов» (заложен 22.06.2023). Заказчиком серии является ГТЛК, а будущим оператором — судоходная компания «ВодоходЪ», контрактная стоимость судна составляет 5 млрд ₽. 
Спуск «Николая Жаркова» на воду произошёл 11 июля 2025 года, «крёстной матерью» судна стала Мария Жаркова — внучка Николая Жаркова. Начало коммерческой эксплуатации ожидается весной 2026 года.

## Особенности конструкции
«Николай Жарков» — судно с вертикальным форштевнем и транцевой кормовой оконечностью с избыточным надводным бортом. Расположение рубки носовое, машинного отделения — кормовое. В качестве движителя выступают две поворотные винторулевые колонки. По сравнению с предыдущим российским проектом 4-палубного речного круизного теплохода PV300, «Николай Жарков» имеет меньшие габариты и пассажировместимость, что позволяет ему проходить по участкам ограниченного судоходства, в частности, по Беломорско-Балтийскому каналу.